# FIFA Puskás Award 2023
Il FIFA Puskás Award 2023 è stata la quindicesima edizione del premio per il gol ritenuto più bello dell'anno. Il vincitore, Guilherme Madruga è stato annunciato durante la cerimonia dei The Best FIFA Football Awards che si è tenuta il 15 gennaio 2024 a Londra. Gli 11 gol nominati sono stati resi noti il 22 settembre 2023.

## Formula
Sono in gara tutti i gol segnati dal 19 dicembre 2022 al 20 agosto 2023. La FIFA ha confermato la formula utilizzata nella scorsa edizione per l'assegnazione del premio: potranno votare online i tifosi da tutto il mondo, registrati sul sito ufficiale della FIFA; in più ci sarà una giuria di Leggende della FIFA. Entrambe le giurie avranno lo stesso peso, indipendentemente dai numeri di voti dei tifosi. Sia i "Tifosi" che le "Leggende" potranno votare selezionando tre degli undici gol, attribuendo un punteggio per ogni selezione: 5 punti per il primo selezionato, 3 per il secondo ed 1 per il terzo. Alla fine della fase di votazione verranno generate due classifiche: una dei tifosi e una delle leggende. Si procede così ad attribuire un punteggio ad ogni gol in base alla posizione in ognuna delle due classifiche: al primo classificato della votazione dei Tifosi verranno assegnati 13 punti, 11 per il secondo, 9 per il terzo, 8 per il quarto e così via. Verrà fatto lo stesso con la classifica generata dalle "Leggende". Vengono poi sommati i punteggi ottenuti da ogni singolo gol in entrambe le classifiche, stilando quindi la classifica finale. Le votazioni si sono tenute dal 22 settembre al 10 ottobre 2023.

## Risultati
Il 22 settembre 2023 sono stati resi noti i candidati al premio. Il 18 dicembre successivo sono stati comunicati i 3 finalisti 
Nota bene: il risultato indicato tiene conto del punteggio al momento della realizzazione del gol.
| Pos.             | Giocatore         | Squadra                | Avversario             | Risultato | Competizione                                        | Punti           |
| ---------------- | ----------------- | ---------------------- | ---------------------- | --------- | --------------------------------------------------- | --------------- |
| 1                | Guilherme Madruga | Botafogo-SP            | Grêmio Novorizontino   | 1-0       | Campeonato Brasileiro Série B 2023                  | 22              |
| 2                | Nuno Santos       | Sporting Lisbona       | Boavista               | 1-0       | Primeira Liga 2022-2023                             | 18              |
| 3                | Julio Enciso      | Brighton               | Manchester City        | 1-1       | Premier League 2022-2023                            | 17              |
| Non classificati | Álvaro Barreal    | FC Cincinnati          | Pittsburgh Riverhounds | 2-0       | US Open Cup 2023                                    | Non disponibili |
| Non classificati | Linda Caicedo     | Colombia               | Germania               | 1-0       | Campionato mondiale femminile di calcio 2023        | Non disponibili |
| Non classificati | Seong-jin Kang    | Corea del Sud under 20 | Giordania under 20     | 2-0       | Coppa d'Asia Under-20 2023                          | Non disponibili |
| Non classificati | Sam Kerr          | Australia              | Inghilterra            | 1-1       | Campionato mondiale femminile di calcio 2023        | Non disponibili |
| Non classificati | Brian Lozano      | Atlas                  | América                | 2-2       | Liga MX Clausura 2023                               | Non disponibili |
| Non classificati | Ivan Morante      | Ibiza                  | Burgos                 | 1-0       | Segunda División 2022-2023                          | Non disponibili |
| Non classificati | Asqat Tağıbergen  | Kazakistan             | Danimarca              | 2-2       | Qualificazioni al campionato europeo di calcio 2024 | Non disponibili |
| Non classificati | Bia Zaneratto     | Brasile                | Panama                 | 3-0       | Campionato mondiale femminile di calcio 2023        | Non disponibili |